# Pheidole nigeriensis
Pheidole nigeriensis är en myrart som beskrevs av Santschi 1914. Pheidole nigeriensis ingår i släktet Pheidole och familjen myror. Inga underarter finns listade i Catalogue of Life.